# Bureau australien des statistiques
Pour les articles homonymes, voir ABS (homonymie).
Le Bureau australien des statistiques (en anglais : Australian Bureau of Statistics, ABS) est une agence nationale australienne de statistiques, créée le 8 décembre 1905. Son siège est basé à Canberra. 
Entre autres tâches, celle d'organiser le recensement de la population en Australie tous les cinq ans lui est attribué.

## Histoire
Le Bureau australien des statistiques avait à l'origine l’appellation « Bureau du Commonwealth of Census and Statistics », lorsqu’il fut créé en 1905.
La Fédération nouvellement formée reconnue que les statistiques allaient être importantes pour le gouvernement du Commonwealth australien.